# Били Поток (Купрес)
Били Поток је насељено мјесто у Босни и Херцеговини у Општини Купрес које административно припада Федерацији Босне и Херцеговине. Према попису становништва из 1991. у насељу је живјело 94 становника.

## Становништво
Према попису 1991. укупно: 94
| Националност | 1991.       |
| Хрвати       | 79 (84,04%) |
| Муслимани    | 14 (14,89%) |
| Југословени  | 1 (1,06%)   |
| Укупно       |             |